# HAKUTO-R ミッション2
HAKUTO-R ミッション2 (ハクトアール　ミッションツー、M2) は、日本の航空宇宙企業ispaceが2025年1月15日に打ち上げた月探査機。同社の月探査プログラムHAKUTO-Rの第二弾として月面車 (ローバー) による探査を行う計画で、月面着陸ミッションは約5か月後の同年6月6日実施された。

## 概要
HAKUTO-R ミッション2はispaceが実施する月探査ミッション。着陸機にはミッション1同様ispace自社開発のシリーズ1が使用される。またミッション2ではispaceが開発したマイクロローバー「TENACIOUS」による月探査が行われる。打ち上げは当初2020年に予定されていたが、その後数回延期され、2025年1月15日に打ち上げられた。

## 搭載された貨物
以下のペイロードがHAKUTO-R ミッション2に搭載された。
月面用水電解装置
高砂熱学工業が開発した。着陸機が月面に降り立ったのち、電解装置が水を原料に水素と酸素を生成する実証実験を行う。高砂熱学によると、M2に搭載された装置が月面での水素と酸素の生成に成功すれば、これは世界初になるという。月には水が存在すると考えられており、将来それを採取して電気分解することによりロケットの燃料や、人が生活するための酸素を現地調達できることが期待されている。M2で行う実証では月の水ではなく、装置と一緒に地球から運んだ水を使用する。また同社は装置の開発で得たノウハウは地上製品の省エネ技術へスピンオフでき、持続可能な社会の構築に役立つとしている。
株式会社ユーグレナの自己完結型食料生産モジュール

台湾・国立中央大学の深宇宙放射線プローブ

株式会社バンダイナムコ研究所の「GOI宇宙世紀憲章プレート」

スウェーデンのアーティスト、ミカエル・ゲンバーグの「ムーンハウスプロジェクト」
ispace EUROPEが開発した小型月面探査車「TENACIOUS」

人類の言語と文化遺産を記録したユネスコのメモリーディスク
RESILIENCEランダーに搭載

## 運用
HAKUTO-R ミッション2は2025年01月15日午後3時11分にアメリカのケネディ宇宙センターからSpaceXファルコン9でFirefly Aerospace社の月着陸船ブルーゴーストと共に打ち上げられた。 
打ち上げから約5か月後の同年6月6日に月面着陸ミッションが実施された。同日午前3時13分、着陸シーケンスの実行を指示するコマンドが送信され、RESILIENCEランダーは月周回軌道を離脱し、降下を開始した。高度約100kmから約20kmまでは惰性降下が行われ、その後、予定通り主エンジンを噴射して減速を開始した。しかし、着陸予定時刻の約1分45秒前、高度は約50m、速度は約187km/hを示していた。その数秒後、速度表示が表示されなくなり、高度が-223mと表示された直後に通信が途絶した。同日9時時点で通信の回復が見込まれず、月面着陸を確認する事が困難と判明し、ミッション2の終了を判断をした。 
iSPACEは6月24日、失敗に終わった技術的な要因の分析結果に関する報告会を開催した。それによれば、レーザーレンジファインダー（LRF）からの有効な高度データの取得が想定よりも遅く始まったために、充分な減速ができなかったことが示された。今後は着陸センサーまわりの検証計画や選定・運用の見直しをするとしている。

## マイルストーン
以下のマイルストーンが予定されていた。日本時間2025年6月6日、マイルストーン9「月面着陸」は失敗に終わった。
| マイルストーン | 打上後期間         | 内容                                   | 達成状況 |
| -------------- | ------------------ | -------------------------------------- | -------- |
| Success 1      | 2,3日前            | 打ち上げ準備の完了                     | 完了     |
| Success 2      | 1時間後            | 打ち上げ及び分離の完了                 | 完了     |
| Success 3      | 数時間後           | 安定した航行状態の確立                 | 完了     |
| Success 4      | 1,2日後            | 初回軌道制御マヌーバの完了             | 完了     |
| Success 5      | 1か月後            | 月フライバイ                           | 完了     |
| Success 6      | 3か月から3か月半後 | 月周回前の最後の深宇宙軌道制御マヌーバ | 完了     |
| Success 7      | 4か月後            | 月周回軌道投入                         | 完了     |
| Success 8      | 4か月半後          | 月周回軌道上での最後の軌道制御マヌーバ | 完了     |
| Success 9      | 4か月半後          | 月面着陸の完了                         | 失敗     |
| Success 10     | 4か月半後          | 月面着陸後の安定状態の確立             | 未完     |